# Srisakra Vallibhotama
Srisakra Vallibhotama (thaï ศรีศักร วัลลิโภดม) est un historien et anthropologue thaïlandais né en 1938.
Après ses études à l’université Chulalongkorn, il étudie l’anthropologie à l’université d'Australie-Occidentale. En 1977, il est détaché en tant que sociologue principal au Projet de développement du parc historique de Sukhothai et il travaille en collaboration avec l'Unesco. En 1980, il est professeur invité à l'Université Cornell aux États-Unis et ensuite il enseigne et mène des recherches en anthropologie à l’université Silpakorn à Bangkok.
C'est un important anthropologue et archéologue de la Thaïlande et de l'Asie du Sud-Est. Ses études d'anthropologie, d'archéologie, d'histoire et d'ethnologie lui ont permis de renouveler l’histoire de la Thaïlande en remettant en question la vision traditionnelle, basée sur l'acceptation des modèles occidentaux et une lecture trop peu critique des chroniques royales.
Ses recherches de terrain sur l’héritage de la Thaïlande du nord-est, dont il souligne la richesse ancienne, constituent l’un de ses apports majeurs dans le domaine de l’archéologie thaïlandaise.

## Distinction
- Prix de la culture asiatique de Fukuoka 2007[6],[7]